# Börrums socken
Börrums socken i Östergötland ingick i Hammarkinds härad, ingår sedan 1974 i Söderköpings kommun och motsvarar från 2016 Börrums distrikt.
Socknens areal är 35,91 kvadratkilometer, varav 34,88 land. År 2000 fanns här 130 invånare. Kyrkbyn Börrum med sockenkyrkan Börrums kyrka ligger i socknen. 

## Administrativ historik
Börrums socken bildades 1718 genom en utbrytning ur Mogata socken.
Vid kommunreformen 1862 övergick socknens ansvar för de kyrkliga frågorna till Börrums församling och för de borgerliga frågorna till Börrums landskommun. Landskommunen inkorporerades 1952 i Stegeborgs landskommun och ingår sedan 1974 i Söderköpings kommun. Församlingen uppgick 2002 i S:t Anna församling som 2010 uppgick i Söderköping S:t Anna församling.
1 januari 2016 inrättades distriktet Börrum, med samma omfattning som församlingen hade 1999/2000. 
Socknen har tillhört samma fögderier och domsagor som Hammarkinds härad.  De indelta soldaterna tillhörde  Andra livgrenadjärregementet, Livkompanit. De indelta båtsmännen tillhörde Östergötlands båtsmanskompani.

## Geografi
Börrums socken ligger sydöst om Söderköping mellan Gropviken och Orrfjärden. Socknen är en bergs och skogstrakt.

## Fornlämningar
Kända från socknen är några gravrösen och skärvstenshögar från bronsåldern samt några gravar och en fornborg från järnåldern.

## Namnet
Namnet (1439 Byarum) kommer från kyrkbyn med betydelsen bya(r)rum, 'plats där gård eller by legat'.

### Fotnoter
1. 1 2  Svensk Uppslagsbok andra upplagan 1947–1955: Börrum socken
2. 1 2  Harlén, Hans; Harlén Eivy (2003). Sverige från A till Ö: geografisk-historisk uppslagsbok. Stockholm: Kommentus. Libris 9337075. ISBN 91-7345-139-8
3. ↑  ”Församlingar”. Statistiska centralbyrån. https://www.scb.se/hitta-statistik/regional-statistik-och-kartor/regionala-indelningar/forsamlingar/. Läst 30 december 2022.
4. ↑  Administrativ historik för Börrum socken (Klicka på församlingsposten). Källa: Nationella arkivdatabasen, Riksarkivet.
5. ↑  Om ÖStergötlands båtsmanskompani
6. 1 2  Sjögren, Otto (1931). Sverige geografisk beskrivning del 2 Östergötlands, Jönköpings, Kronobergs, Kalmar och Gotlands län. Stockholm: Wahlström & Widstrand. Libris 9939
7. 1 2  Nationalencyklopedin
8. ↑  Fornlämningar, Statens historiska museum: Börrums socken
9. ↑  Fornminnesregistret, Riksantikvarieämbetet: Börrums socken Fornminnen i socknen erhålls på kartan genom att skriva in sockennamn (utan "socken") i "Ange geografiskt område"
10. ↑  Mats Wahlberg, red (2003). Svenskt ortnamnslexikon. Uppsala: Institutet för språk och folkminnen. Libris 8998039. ISBN 91-7229-020-X. https://isof.diva-portal.org/smash/get/diva2:1175717/FULLTEXT02.pdf